# Dansbandsdöden

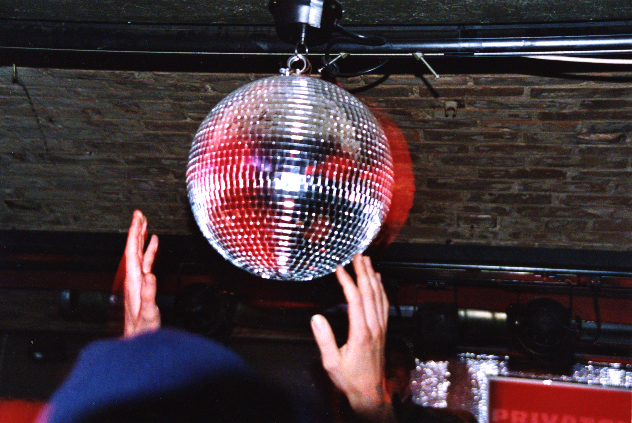
Discomusikens framfart pekades ut som anledning till Dansbandsdöden.

Dansbandsdöden inträffade i Sverige i slutet av 1970-talet, då discomusiken på grammofon och diskoteken höll på att konkurrera ut dansbanden, som många varit framgångsrika i Sverige under stora delar av 1970-talet. Discomusiken var på uppsving, trots konkurrens från såväl dansband, progg och punkrock och det var billigare att anordna diskotek än att ta dit en levande orkester då det enda i musikväg som då kostade pengar i stort sett var grammofonskivor samt kompositörsavgift, medan det förklarades skulle bli 10 gånger så dyrt att ta dit ett populärt dansband.
Svenska Musikerförbundet ville då, vilket uppmärksammades i ett nyhetsinslag i Rapport i Sveriges Television den 17 maj 1979, "rädda" den levande musiken genom att införa en så kallad diskoteksavgift, vilket 1986 blev verklighet då diskotek, restauranger och affärer som offentligt spelade upp inspelad musik i fortsättningen fick betala licensavgifter. Man ville också att de svenska myndigheterna skulle dra in alkoholtillstånden för alla diskotek i Sverige.
Vissa dansband, bland andra Sten & Stanley, försökte anpassa sig genom att övergå till ett discosound i flera låtar, men ändå uppstod en motgångsperiod för de svenska dansbanden fram till slutet av 1980-talet. Flera dansband lades ner, och nästan bara heltidsdansbanden kom att bestå. I nyhetsinslaget, som menade att varje månad "självdog" minst ett dansband i Sverige, visades då Telstars tidigare sångare Janne Landegren gick till arbetsförmedlingen. Även discjockeyn Sydney Onayemi intervjuades.
Under 2000-talets första decennium har framför allt nyhetsinslaget återigen uppmärksammats, då som ett inlägg i fildelningsdebatten där många menar att det oftast finns någon verksamhet som känner sig hotad av ny teknik och förändringar i samhället.
Inslaget visades 2008 i Dansbandskampen i Sveriges Television, då ur ett dansbandshistoriskt perspektiv, och man berättade även att Janne Landegren senare blev Ingmar Nordströms sångare. Inslaget visades även i Musikministeriet i Sveriges Television den 3 mars 2009.

### Fotnoter
1. ↑  ”Forna tiders fildelning”. Svenska Dagbladet. 5 mars 2009. http://www.svd.se/kultur/forna-tiders-fildelning_2739965.svd. Läst 5 november 2014.